# Florence Gruère
Florence Gruère, née le 11 septembre 1943 à Boulogne-Billancourt, est une photographe française.

## Biographie
Fille de Michèle Arnaud, chanteuse et productrice de télévision, Florence Gruère réalise sa première photo, à 10 ans, avec une vieille boîte noire que sa mère lui a donnée : une nature morte composée du sabre du grand-père et d'une bouilloire en aluminium posés sur un paillasson en fer dans le jardin.
Après le divorce de ses parents, elle fréquente l'école Montessori La Colline, dans les mêmes classes que Grégoire et Carlos Dolto.
Elle désire être comédienne et patiente jusqu'à 16 ans et la fin de la seconde pour quitter l'école et suivre les cours de théâtre du Vieux Colombier, dirigés par Raymond Gérôme et, l'année suivante, ceux de Tania Balachova. Elle apprend à aller à l'essentiel, à ne pas fabriquer.
Elle joue des premiers rôles, à la télévision, mais, très vite, comprend qu'elle est plus à l'aise derrière les projecteurs.
C'est à cette époque qu'elle entre à Elle, pour réaliser des enquêtes et des interviews. En partant en reportage avec des photographes (tels Georges Pierre), elle acquiert la conviction qu'une image en dit souvent plus qu'un discours. Après un an passé à Elle, Florence Gruère part 3 mois dans un kibboutz, en Israël. En résulte son premier reportage en noir et blanc : la pouponnière du kibboutz, où les enfants sont élevés en groupe, depuis leur naissance.
À son retour, pour Pathé Marconi, elle fait la pochette d'un disque de sa mère. Pour Adamo, elle réalise des affiches et des cartes postales. Elle photographie quelques autres chanteurs.
En 1965, elle devient assistante du photographe Marc Lavriller à la revue L'Œil. Avec lui, elle apprend à photographier des statues (ses photos de nus d'aujourd'hui doivent beaucoup à cette expérience). Dans la salle de bain en sous-sol, elle se familiarise avec le tirage.
À l'automne 1965, à Milan, elle suit un stage dans un laboratoire de films publicitaires : sensitométrie et densitomètre. Au printemps 1966, elle réalise une série de portraits de peintres pour la galerie Il Naviglio.
De 1966 à 1968, elle est assistante de Jean-Christophe Averty et photographe de plateau pour les shows : Yves Montand chante Prévert et les Bee Gees. Suit une longue période de travail à la télévision : interviews, réalisations de reportages, élaboration et tournage d'une Histoire de la photo, etc.
En 1982, munie des photocopies de photos de Maxime Du Camp, elle fait un voyage en Égypte. Claude Gallot, son mari, équipé d'une caméra 16 mm la filme photographiant les mêmes lieux que Du Camp (en couleurs avec des filtres dégradés tabac). 150 ans après, le sphinx était sorti des sables.
Florence Gruère considère que ses universités ont été ses rencontres avec les maîtres : Brassaï, Doisneau, Kertész, James Van Der Zee, Adams et Lartigue avec qui elle fut amie depuis 1971.

### Prix et récompenses
- 2008 : Salon d'automne, prix de la photo

## Expositions

### Expositions personnelles
- 2015 : « La vérité du portrait », galerie photo 12, Paris
- 2013 : « Corps et âmes » Espace photographique Arthur Batut, Labruguière
- 2012 : « Photographes photographiés » Librairie d'Odessa, Paris
- 2010 : « La lumière de l'écrivain », Librairie d'Odessa, Paris
- 2009 : « La Femme née de l'ombre »[1], galerie Agathe Gaillard
- 2008 : « La mer s'est retirée », Salon d'automne
- 2008 : Duncan Miller Gallery, Los Angeles
- 2006 :
  - « Nues », galerie Agathe Gaillard, Paris
  - « Le silence du portrait », Centre social Broussais, Paris
- 2005 : Atelier « Gens d'Images », Maison européenne de la photographie
- 2003 : « Nues », Musée d'art et d'histoire, Cholet
- 2002 : « Les Nues et les Rues », galerie Agathe Gaillard, Paris
- 2001 : « Paris est une femme », Pamukbank Fotografgalerisi, Istanbul
- 1999 :
  - « Gestes », galerie Art 7, Nice
  - « Le Silence du portrait », Focales 99, Coudekerque, galerie Art 7, Nice
  - Quinzaine de la photographie, Cholet
- 1997 : « Le Silence du portrait », Musée Arthur Batut, Labruguière
- 1996 : Musée de la photographie André Villers, Mougins
- 1994 : « Aquatintes photographiques », galerie Antoine Laurentin, Paris
- 1992 : « Un Voyage dans l'imageinaire », Les cantines Tati, Paris
- 1990 : « Paris entre chien et loup », galerie 3.14, Laon
- 1986 : « L'Égypte sur les traces de DuCamp », Modus Viveni, Zurich
- 1987 : « L'Égypte sur les traces de DuCamp », Société française de photographie, Paris
- 1977 :
  - « Paysages imaginaires », La maison pour tous, Courbevoie
  - « Paysages imaginaires », musée de Saint-Paul-de-Vence
  - « Turquie imaginaire », Ertem galerie, Istanbul
- 1976 :
  - « Portraits rêvés », L'objet trouvé, Paris et Ertem galerie, Istanbul
  - « Images », centre culturel Marc Sangnier, Mont-Saint-Aignan
- 1975 :
  - « Photos imaginaires », galerie Christiane Colin, Paris
  - galerie Jacques Ann Arbor, Michigan

### Expositions collectives (sélection)
- « Colors From France », qui, après avoir débuté à l'Alliance française à New York a fait le tour des universités aux États-Unis de 1977 à 1981
- « Salon d'automne » de 1999 à 2015
- « Paris Photo » de 2004 à 2008
- 2011 : « Nus Rouges » ; « L'atelier de Gustave » ; « Carrément Rouge », galerie Antoine Laurentin, Paris
- 2013 : « L'orangerie du sénat », Paris
- 2015 : « Dialogues », Cité internationale des arts, Paris

## Collections publiques et fondations privées
- Fondation Dumesnil-Schlumberger, États-Unis
- Société française de photographie
- Bibliothèque nationale de France
- Musée d'art et d'histoire de Cholet
- Bibliothèque de La Rochelle

## Diverses réalisations

### Télévision
- 1987-1990 : réalisatrice de 11 courts métrages et reportages pour le magazine Autrement dit
- 1983 : coréalisatrice du film no 5 Un Instant pour l'éternité (53 min)
- 1981 : réalisatrice du film no 1 Les Inventeurs (52 min)
- 1980 : auteur de la série Histoire de la photo (6 épisodes de 52 min), dont le premier Les Inventeurs Le numéro 5, Les Grands Photographes, a été coréalisé avec son mari Claude Gallot.
- 1973 : générique de Psychologie en photos animées
- 1972 : coauteur du film Jacques-Henri Lartigue (52 min)
- 1971 : coauteur du film Brassaï (48 min)
- 1968 : assistante et photographe de plateau de Jean-Christophe Averty

### Autres
- 1970 : interview du peintre Bernard Lorjou, Lorjou - Variances, film de Claude Gallot, archives INA[2]
- 1973 : revue Psychologie, La symbolique du rêve (photo-montage)
- Réalisations d'affiches, pochettes de disque pour Pathé Marconi
- Articles pour Elle
- 1974 : suppléments de Vogue, Jacques-Henri Lartigue et André Pieyre de Mandiargues, portraits[3]

## Galeries
- 2002-2014 - Galerie Agathe Gaillard, Paris
- 2015 - Galerie Photo 12, Paris

## Publications
Source
- 2009 : La Femme née de l'ombre, texte de Claude Gallot, édition Fondation Nadar
- 2010 : La Lumière de l'écrivain
- 2012 : Photographes Photographiés
- 2012 : La Tête à l'envers (dessins), textes de Claude Gallot
- 2013 : Istanbul. Dans le bleu de ma mémoire
- 2014 : Un pas de plus dans le vent (dessins), textes de Claude Ballot
- 2014 : La Vérité du portrait
- 2016 : Calme bleu, textes de Claude Gallot
- 2016 : Entre le jour et la nuit[1], textes de Claude Gallot